# Яцына, Павел Анатольевич
Па́вел Анато́льевич Яцы́на (род. 10 августа 1969, Краснодар) — советский и российский панк-рок-музыкант, лидер и вокалист панк-рок-группы «Красная плесень».

## Биография
Родился в Краснодаре 10 августа 1969 года, с 1973 по 1976 проживал в Анапе, в 1976 переехал в Ялту. Учился в школе № 7. В начале 1990-х годов работал диск-жокеем при санатории в Ялте. В 1997 году переехал жить в Симферополь, где работал на студии WEST. Родители были научными сотрудниками в НИИ виноделия «Магарач». В 1986 году окончил среднюю школу, через год ушёл служить в советскую армию (в Сибирь), где был связистом. В армии по комсомольской линии был комсоргом взвода. По возвращении из армии работал сторожем на танцплощадке, культработником в бюро путешествий и экскурсий.
Музыкального образования не получил. Учился на физическом факультете в университете, но не окончил и его. С 7 класса начал играть на гитаре, в том же году основал свою первую группу, играющую хеви-метал. В начале карьеры занимал должность культработника в Бюро путешествий и экскурсий, играл в ВИА в санатории «Киев». В 1989 году основал коллектив «Красная плесень».
Первые пять альбомов Яцына записывал самостоятельно при помощи синтезатора «Yamaha», электрогитары, микрофона, микшера, ревербератора и кассетного магнитофона. Также были придуманы и объявлены в первых альбомах вымышленные участники группы: гитарист Валентин Перов и барабанщик Сергей Мачуляк. Впоследствии в группе участвовало много сессионных музыкантов, певцов и певиц, художников (обложки), аниматоров (клипы), пародистов и аранжировщиков. Первый альбом официально вышел в 1993 году в Ялте, с его выходом группа приобрела всемирную известность. 12-й альбом группы был впервые профессионально записан в студии, а 11 августа 1995 года в симферопольском кинотеатре «Мир» состоялся первый концерт группы.
С начала основания своего музыкального коллектива Яцына делает ставку на песни с «недетской», протестной тематикой (секс, алкоголизм, наркомания, анархизм, криминал и пр.), а в текстах присутствует обильное количество ненормативной лексики. Однако именно эти тексты сделали группу наиболее популярной в народе.
Своими музыкальными предпочтениями Яцына называет группы «Сектор Газа» (слышал все их альбомы), «Ленинград», «Кино», «Metallica», «Nirvana», а также таких исполнителей, как Владимир Высоцкий и Александр Лаэртский.
31 декабря 2017 года Яцына объявил об уходе из группы. С 1 января 2018 года фронтменом группы стал Сергей Левченко. Последний концерт с Яцыной в составе был отыгран 25 февраля 2018 года в Москве.
В 2019 году было объявлено о возвращении Яцыны в «Красную плесень».

## Личная жизнь
Супруга Людмила, двое детей (старшая дочь Мария (театральная актриса), младший сын Вадим (школьник)). Хобби: восточная философия и античная история. На первом концерте в Киеве (12.03.2011) Павел говорит, что уже 21 год является примерным семьянином.

## Компьютерные игры
В 2020-м году Павел Яцына самостоятельно разработал мобильную игру «Rome Legions Assassin Victory». Игра создана на движке Unity. Саундтрек к игре вошёл в альбом Shovellica 2.

## Дискография
Сольные альбомы
- 1989 — рок-опера Красная плесень (издан в 2019 году как часть сета из 3 CD группы «СБК»)
- 1997 — «Баллады и лирика» (альбом Яцыны Павла)
- 2014 — Shovellica (вышел в цифровом виде на официальном канале YouTube)
- 2019 — Pavel Yatsina — Shovellica (дополненное 4 новыми треками издание, вышел на CD)
- 2022 — Shovellica 2 (Симфонический альбом)
- 2025 — Relax Elegant Jazz